# Françoise Prévost
Françoise Prévost (1681 - 1741) foi uma das primeiras grandes bailarinas da história, considerada uma das melhores mestres de ballet de seu período, tendo como pupilas Marie Sallé e Marie Camargo.

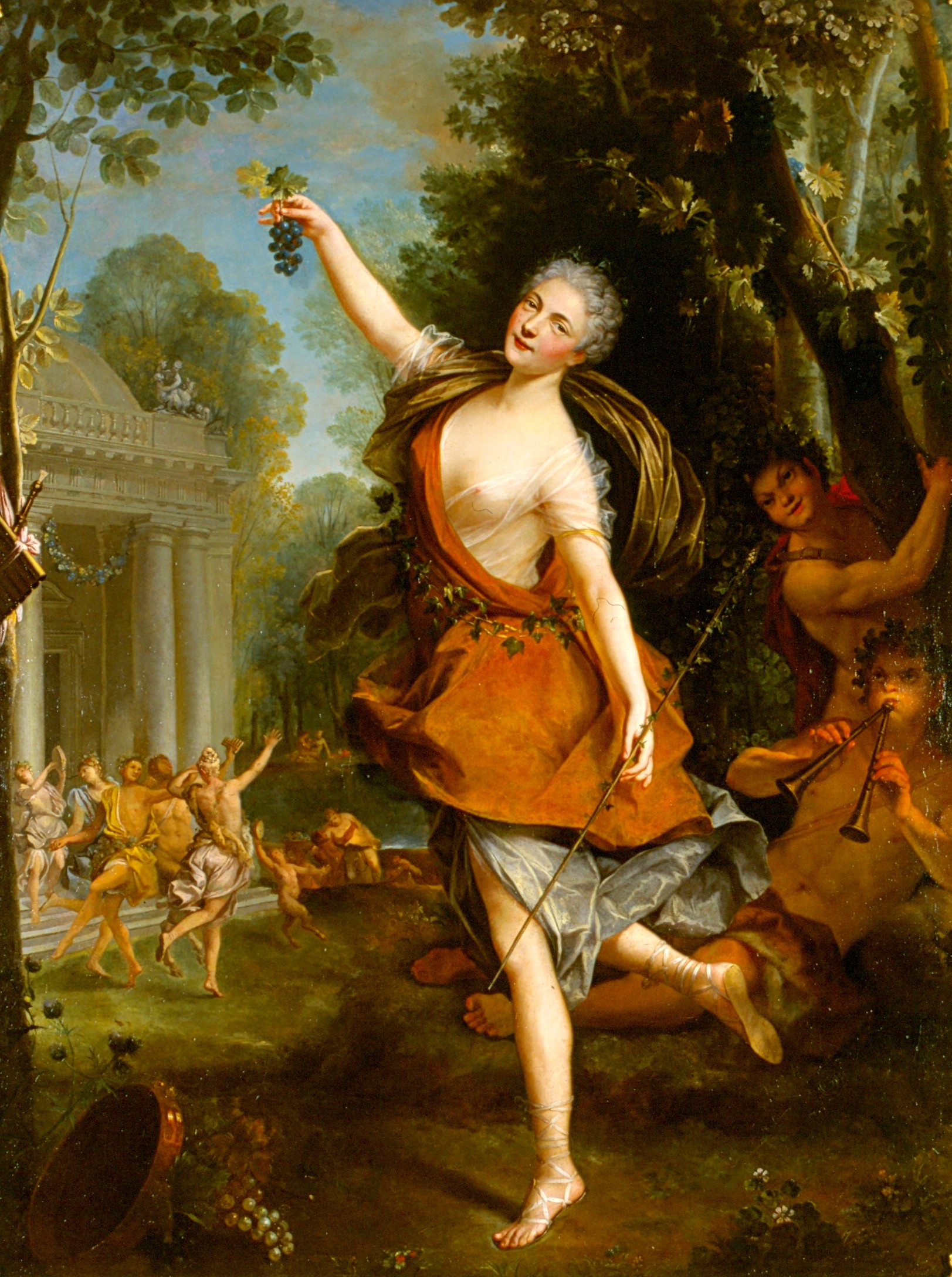
Françoise Prévost - Obra de Jean Raoux

Foi coreógrafa de obras que iniciaram mudanças profundas na técnica clássica. Em um duo em uma peça intitulada Les Horaces, dançado e coreografa por ela e Claude Balon, se diz que ambos dançaram sem as tradicionais máscaras utilizadas nos figurinos do século 18, e em uma cena teatral, choraram em palco, levando, junto, o público às lágrimas. Além disso, essa habilidade de expressão de Prévost foi levada ao seu ápice em sua obra coreográfica mais famosa: Les Caractéres de La Danse. Nessa peça coreográfica a bailarina interpretava diferentes personagens, desde uma jovem apaixonada até um velho perdido em suas ilusões amorosas. Essas duas peças, juntamente com o trabalho de sua pupila, Marie Sallé, vão levar para o que no século 19 será conhecido como Ballet de Ação.